# Fontenai-sur-Orne
Fontenai-sur-Orne – miejscowość i dawna gmina we Francji, w regionie Normandia, w departamencie Orne. W 2013 roku populacja ówczesnej gminy wynosiła 252 mieszkańców. 
Dnia 1 stycznia 2018 roku połączono dwie wcześniejsze gminy: Fontenai-sur-Orne oraz Écouché-les-Vallées. Siedzibą gminy została miejscowość Écouché, a nowa gmina przyjęła nazwę Écouché-les-Vallées.